# Susi Weigel
Susi Weigel (* 29. Jänner 1914 in Proßnitz, Österreich-Ungarn; † 21. Dezember 1990 in Bludenz) war eine tschechisch-österreichische Illustratorin von Kinderbüchern, Graphikerin und Trickfilmzeichnerin. Bekannt sind besonders die zusammen mit Mira Lobe entstandenen Kinderbücher, etwa „Das kleine Ich-bin-ich“ (1972).

## Leben und Werk

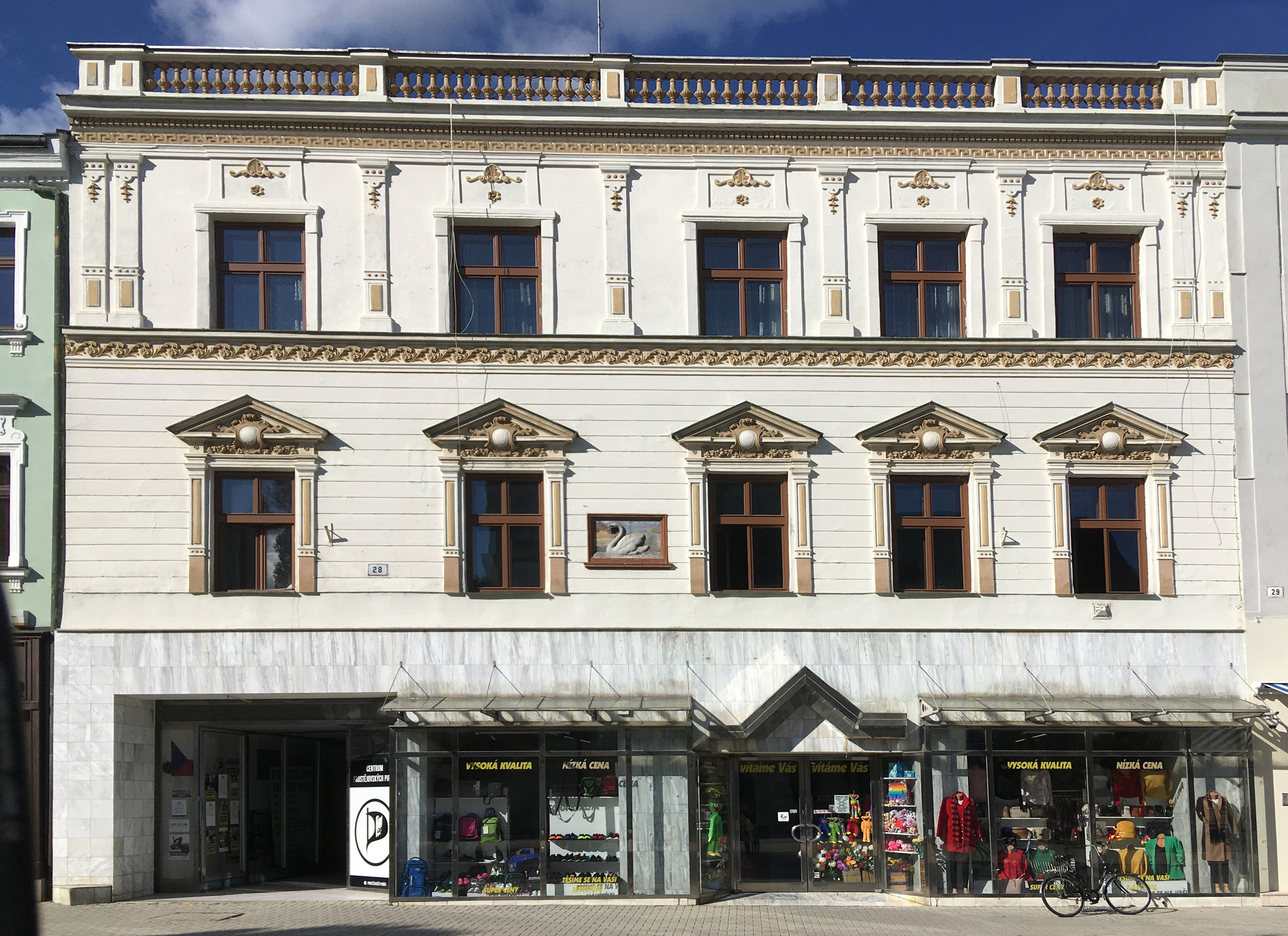
Susi Weigels Geburtshaus in Prostějov, Tomáš-Masaryk-Platz 28, wo ihre Eltern von 1900 bis 1915 lebten.

1915 hat die Familie Johann und Gisela Weigel diese vom Architekten Max Fabiani 1896 umgebaute Villa, Hohe Warte, Nr. 29, gekauft und bis 1923 bewohnt, bevor sie in das Haus Weimarer Straße 91 übersiedelt ist.

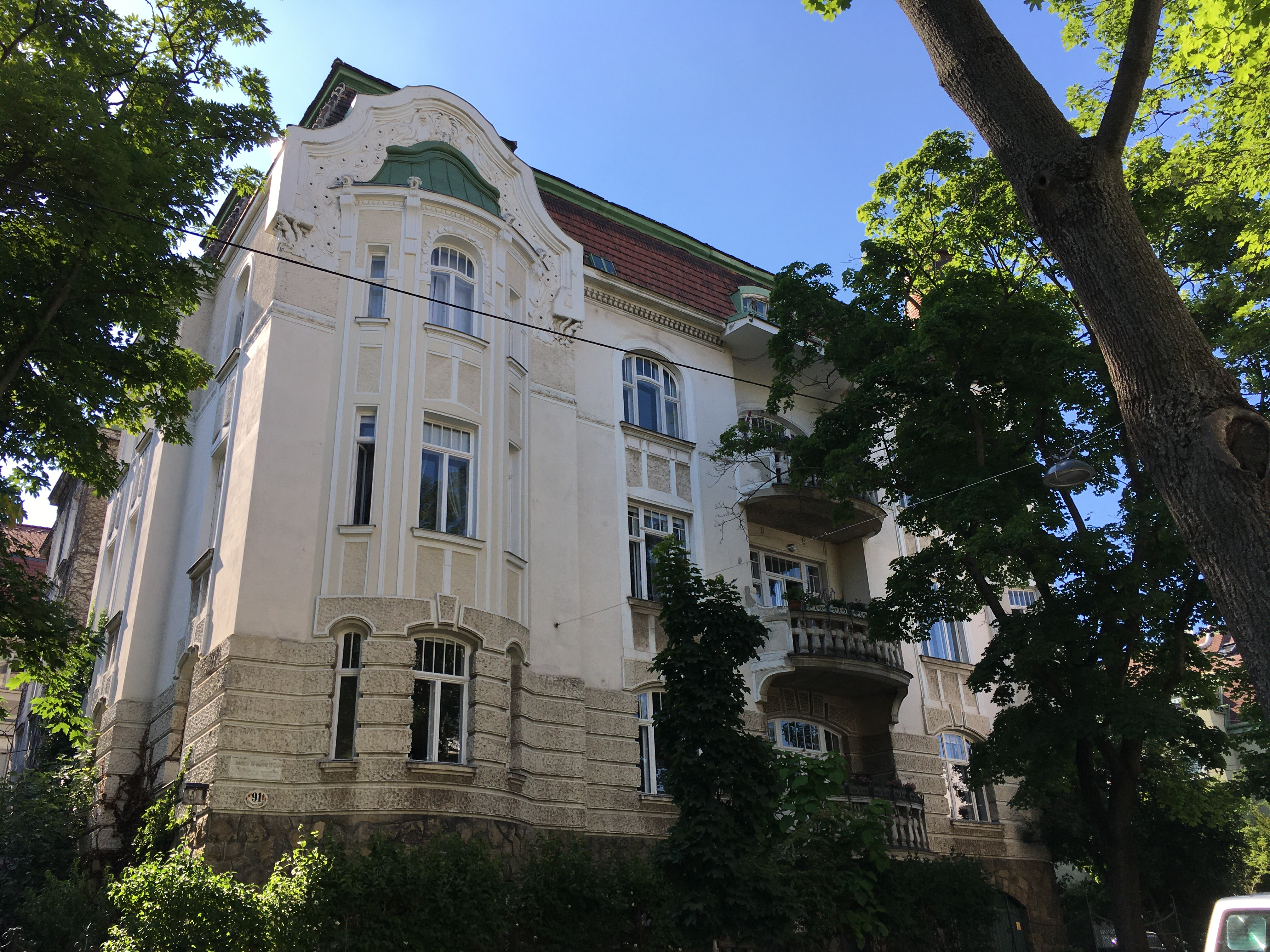
Weimarer Straße 91: Hier wohnte die Familie Weigel von 1923 bis 1939, bevor sie in das Haus Porzellangasse 39 übersiedelt ist, wo sich das Café Koralle befand, das seit 1925 von Susi Weigels Eltern geleitet wurde.

Susi Weigel war die jüngste Tochter des Proßnitzer Likör- und Rum-Fabrikanten Johann Weigel (1867–1949) und der Wiener Restaurateurstochter Gisela Weigel (geborene Hauswirth) (1875–1953). 1915, 1½ Jahre nach Susi Weigels Geburt, übersiedelten ihre Eltern, die seit ihrer (im Mai 1900 in Wien geschlossenen) Ehe in Proßnitz lebten, nach Wien, wo sie die vom Architekten Max Fabiani umgebaute Villa Hohe Warte 29 gekauft hatten. Susi Weigel studierte von 1929/30 bis 1934 an der Wiener Wiener Kunstgewerbeschule bei Franz Cizek, Albert Paris Gütersloh, Josef Hoffmann, Reinhold Klaus, Rudolf von Larisch, Wilhelm Müller-Hofmann und Viktor Schufinsky und anschließend, 1934/35, ein Semester bei Karl Sterrer  an der Wiener Akademie der bildenden Künste.
An der Kunstgewerbeschule lernte Susi Weigel im Wintersemester 1932/33 den Karikaturisten Willy Spira (1913–1999) kennen, mit dem sie bis 1935 immer wieder zusammengearbeitet hat. Gemeinsam gestalteten die beiden beispielsweise die Dekorationen für die „Mediziner-Redoute“ in den Sofiensälen und veranstalteten in Spiras Atelier in Meidling eine gemeinsame Ausstellung eigener Werke, wovon ein Plakat und eine Ausstellungsbesprechung überliefert sind. Anfang 1935 arbeiteten die beiden mehrere Wochen an einer zehnminütigen Farb-Zeichentrickfilmversion von Georges Bizets Oper „Carmen“, die 1935 als „Konzertfilm“ in die Wiener Kinos kam und als Parodie gedacht war. Spiras Nachlass enthält eine von ihm geschaffene Karikatur, die eine völlig in ihr Malen vertiefte Susi Weigel zeigt.
Im Frühjahr 1935 begann Susi Weigel bei dem vom Architekten Bruno Buzek (1911–1973) durchgeführten Umbau des elterlichen Kaffeehauses in der Porzellangasse mitzuarbeiten. In der Folge würdigten Fachartikel ihre gelungenen Wandmalereien im Kaffeehausbereich und das von ihr und Bruno Buzek „folkloristisch ethnografisch ausgestattete“ Tanzlokal im Souterrain.
Um 1936/37 übersiedelte Susi Weigel nach Berlin, wo sie als angestellte Trickfilmzeichnerin und freie Grafikerin tätig wurde und 1937 Bruno Buzek heiratete. Als „Malerin Susi Buzek“ schuf sie beispielsweise 1938 die Wand- und Deckenmalerei in der Bar des Clubhauses des Golfclubs Gütermann in Gutach im Breisgau, die noch erhalten ist.
Nach Kriegsende kehrte Susi Weigel nach Wien zurück und arbeitete für das Kindermagazin „Unsere Zeitung“. Hierbei lernte sie die Kinderbuchautorin Mira Lobe kennen, mit der sie dann jahrzehntelang zusammenarbeitete. Im Herbst 1952 heiratete Susi Weigel erneut und zog zu ihrem Mann nach Langen am Arlberg und später nach Bludenz. Sie illustrierte fortan vor allem Bücher Mira Lobes, von denen zahlreiche mit nationalen und internationalen Preisen ausgezeichnet wurden. Gemeinsam entstanden unter anderem die Kinderbuchklassiker „Das kleine Ich-bin-ich“, „Die Omama im Apfelbaum“, „Bärli Hupf“ und „Das Städtchen Drumherum“. Einzelne Buchideen stammten von ihr.
Die von Susi Weigel gestalteten Bücher wurden auch nach ihrem Tod weltweit in hoher Auflage verlegt, sie selbst geriet aber in Vergessenheit, bis sich der Literaturwissenschaftler Andreas Weigel anlässlich ihres 15. Todestages in Bludenz, Vorarlberg und Wien für Ausstellungen sowie Straßenbenennungen engagierte und kontinuierlich auf Susi Weigels von der Forschung vernachlässigtes Leben und Werk hinwies. In der Folge arbeitete die Wiener Literaturwissenschaftlerin Susanne Blumesberger in einem vom Land Vorarlberg geförderten Forschungsprojekt den Nachlass und die Biografie Susi Weigels auf. Im Rahmen einer Germanistik-Dissertation wurde der von Susi Weigel gezeichnete Trickfilm „Peterle’s Abenteuer“ (1941) wiederentdeckt und 2008 von der „Österreichischen Gesellschaft für Kinder- und Jugendliteraturforschung“ im „Filmarchiv Austria“ zur Vorführung gebracht. Im Frühjahr 2010 richtete das Frauenmuseum Hittisau eine Ausstellung über das Leben und Werk Susi Weigels aus, die „die Vorstellungswelt mehrerer Generationen von Kindern geprägt“ habe. Diese erste öffentliche Werkschau erhöhte die Bekanntheit der Illustratorin in Vorarlberg deutlich. 2011 folgte eine Ausstellung ihrer Werke in Bludenz. 2013 benannte die Stadt Bludenz eine Kinderbetreuungsstätte „Susi Weigel Kindergarten“. Im Winter 2014/15 zeigte das Wien Museum die Ausstellung „Ich bin ich – Mira Lobe und Susi Weigel“, die leicht variiert im Winter 2015/16 im vorarlberg museum gezeigt wurde. 2018 erhielt das vorarlberg museum den Nachlass von Susi Weigel bestehend aus rund 1700 Objekten als Schenkung.

## Susi Weigels familiär-gesellschaftlicher Hintergrund

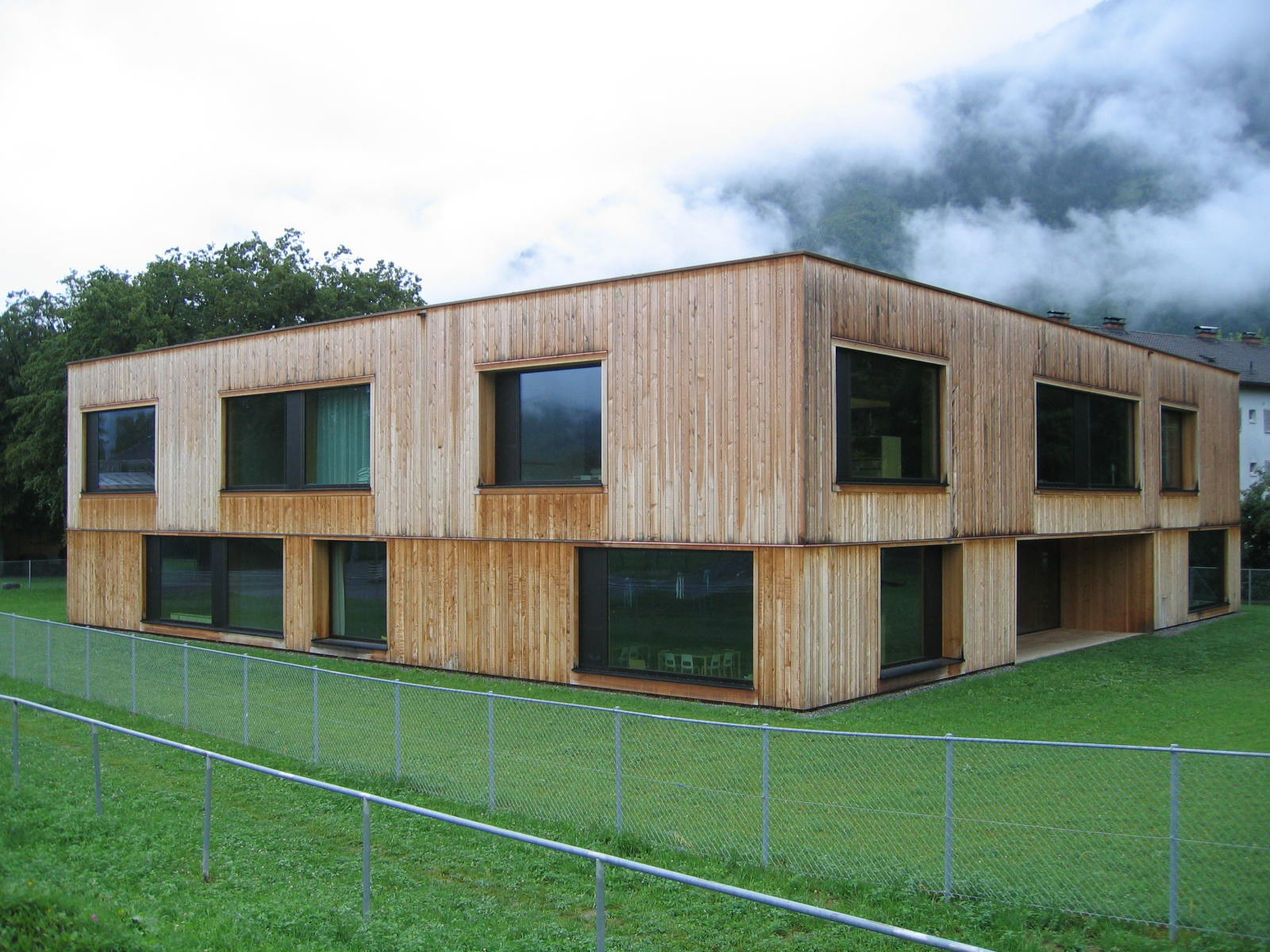
Susi-Weigel-Kindergarten (Bludenz)

Als Tochter von Johann und Gisela Weigel (geborene Hauswirth) war Susi Weigel eine Nichte des 1914 bei der Körting-Katastrophe tödlich verunglückten Hauptmannes Hans Hauswirth (1878–1914). Ein weiterer Onkel war der mit Susi Weigels Tante Anna Hauswirth (1869–1939) verheiratete Architekt Carl Caufal (1861–1929), der unter anderem in Wien das „Hotel Post“ am Fleischmarkt sowie den „Dogenhof“ in der Praterstraße errichtet hat. Ein weiterer Onkel war der (mit Leopoldine Weigel verheiratete) Advokat und Reichsratsabgeordnete Alois Vrtal (1849–1916), der 1914 als Susi Weigels Taufpate fungierte.
Susi Weigels Eltern betrieben seit 1925 das Wiener „Café Industrie“ (Porzellangasse 39), das später von Susi Weigels ältestem Bruder Hans (1902–1978) geführt wurde, der mit der Mary-Wigman-Mitarbeiterin Meta Menz (1906–1990) verheiratet war. Susi Weigels Schwester Martha Weigel (1903–1986) hat in den 1920er-Jahren bei der Wiener Gesangspädagogin Fritzi Lahr-Goldschmid Gesang studiert und ist 1929 unter anderem im Schubert-Saal des Wiener Konzerthauses aufgetreten, bevor Weltwirtschaftskrise und Weltkrieg sie zur Mitarbeit im Familienbetrieb genötigt haben. Susi Weigels Cousine Vera Zahradnik (1908–1991), die seit 1913 Halb- und seit 1915 Vollwaise war, wuchs ab 1915 im gemeinsamen Haushalt in Wien auf. Zahradnik, eine Meisterschülerin von Grete Wiesenthal, ging in der zweiten Hälfte der 1920er-Jahre zu Mary Wigman nach Dresden. Gemeinsam mit Susi Weigels späterer Schwägerin Meta Menz begleitete Zahradnik im Winter 1932/33 Wigman auf ihrer USA-Tournee. Susi Weigel war weiters Schwägerin der Cembalistin Julia Menz (1901–1944) und in erster Ehe mit dem Architekten Bruno Buzek (1911–1973) verheiratet.

## Ehrende Straßen- und Gebäudebenennungen
- „Susi-Weigel-Kindergarten“ in Bludenz (2013)
- „Susi-Weigel-Weg“ in Wien (2019)[22]

## Auszeichnungen
als Illustratorin

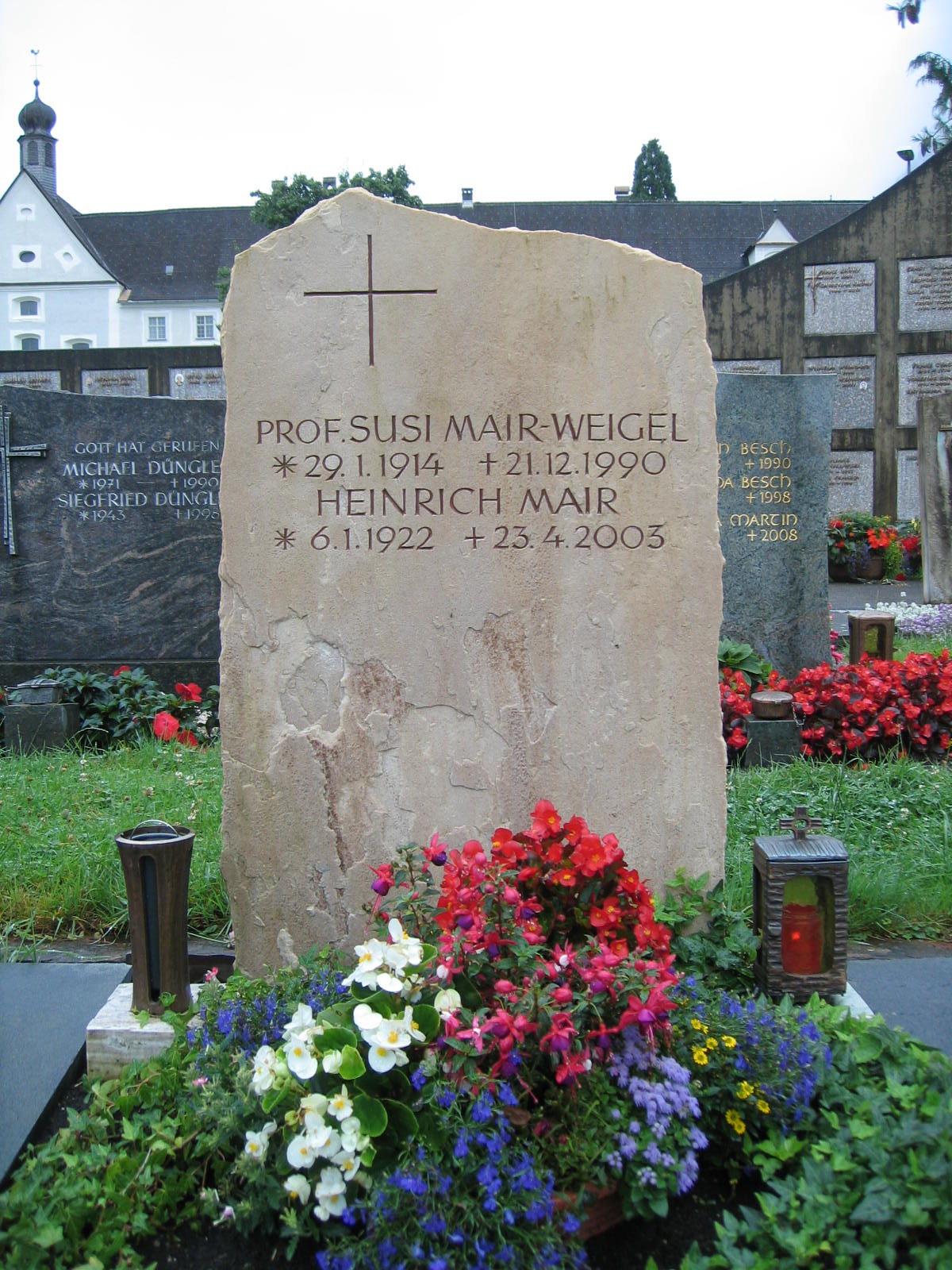
Susi Weigels Ehrengrab in Bludenz

- „Illustrationspreis der Stadt Wien“ 1961 für „Hannes und sein Bumpam“.[12]
- „Illustrationspreis der Stadt Wien“ 1970 für „Das Städtchen Drumherum“.[12]
- Berufstitel Professor (1986).[12]

ausgezeichnete Werke
- „Titi im Urwald“ (1958): Österreichischer Kinder- und Jugendbuchpreis.[23]
- „Hannes und sein Bumpam“ (1964): „Diploma of Merit“ [= Auszeichnung als „besonders empfehlenswert“] (durch die Jury des Hans Christian Andersen Preises).
- „Die Omama im Apfelbaum“ (1965): Österreichischer Kinder- und Jugendbuchpreis.[23]
- „Das Städtchen Drumherum“ (1971): Österreichischer Kinder- und Jugendbuchpreis[23], sowie  Förderungspreis des „Bundesministerium für Unterricht und Kunst“.[12]
- „Das kleine Ich bin ich“ (1972): Österreichischer Kinder- und Jugendbuchpreis.[23]
- „Der ist ganz anders als ihr glaubt“ (1977): Österreichischer Kinder- und Jugendbuchpreis.[23]

## Ausstellungen
- Susi Weigel. Ich bin ich – Die Illustratorin und Trickfilmzeichnerin Susi Weigel (1914–1990). Frauenmuseum Hittisau (2010).
- Susi Weigel. Grafikerin. Trickfilmzeichnerin. Illustratorin. Galerie allerArt in der Remise Bludenz (2011).
- „Ich bin ich – Mira Lobe und Susi Weigel“. Wien Museum (2014/15).
- „Ich bin ich – Mira Lobe und Susi Weigel“. vorarlberg museum (2015/16).
- „Kinder und Bücher“. Zeitbrücke-Museum (2017). Die Kinderbuch-Illustratoren Karl Elleder, Michael Roher und Susi Weigel.[24]

## Werke

### Buchillustration
mit Mira Lobe
- Der Tiergarten reißt aus. Wien: Schönbrunnverlag 1953.
- Der Bärenbund. Wien: Schönbrunnverlag 1954.
- Hänschen Klein. Wien: Jungbrunnen1954.
- Ich frag dich was Herr Doktor. Eine lustige Geschichte von den Fieberteufeln und der Gesundheitspolizei. Wien: Jugend und Volk 1955.
- Flitz, der rote Blitz. Wien: Jungbrunnen 1956.
- Bärli Hupf. Wien: Schönbrunnverlag 1957.
- Titi im Urwald. Wien: Jugend und Volk 1957.
- Ich wünsch mir einen Bruder. Wien: Jungbrunnen 1958.
- Ich und du in Stadt und Land. Wien: Jungbrunnen 1959.
- Wohin mit Susu. Wien: Jungbrunnen 1960.
- Hannes und sein Bumpam. Wien: Jugend und Volk 1961.
- Das 5. Entlein. Wien: Jungbrunnen 1961.
- Tapps. Berlin: Der Kinderbuch Verlag 1962.
- König Tunix. Wien: Herold 1962.
- Das große Rennen im Murmelbach. Wien: Jungbrunnen 1963.
- Bimbulli. Wien: Jungbrunnen 1964.
- Die Omama im Apfelbaum. Wien: Jungbrunnen 1965.
- Laßt euch drei Geschichten erzählen. Wien: Jugend und Volk 1965.
- Das große Rentier. Wien: Jugend und Volk 1966.
- Pepi und Pipa. Wien: Jugend und Volk 1966.
- Eli Elefant. Wien: Jungbrunnen 1967.
- Bärli hupft weiter. Wien: Schönbrunnverlag 1968.
- Das blaue Känguru. Wien: Jungbrunnen 1968.
- Der kleine Drache Fridolin. Wien: Jugend und Volk 1969.
- Maxi will nicht schlafen gehen. Wien: Jungbrunnen 1969
- Das Städtchen Drumherum. Wien: Jungbrunnen 1970.
- Denkmal Blümlein. Wien: Jungbrunnen 1971.
- Das kleine Ich bin ich. Wien: Jungbrunnen 1972.
- Kein Sternthaler für Monika. Wien: Jugend und Volk 1973
- Willi Millimandl und der Riese Bumban. Wien: Jugend und Volk 1973
- Das Zauberzimmer. Wien: Jungbrunnen 1974.
- Ingo und Drago. Wien: Jungbrunnen 1975.
- Die Zaubermasche. Wien: Betz 1975.
- Das Schlossgespenst. Hamburg: Arena 1976.
- Der ist ganz anders als ihr glaubt. Wien: Jungbrunnen 1976.
- Die Maus will raus. Wien: Jungbrunnen 1977.
- Morgen komm ich in die Schule. Wien: Jugend und Volk 1979.
- Der Dackelmann hat recht. Wien: Jugend und Volk 1983.
- Die Geggis. Wien: Jungbrunnen 1985.
- Lollo. Wien: Herder 1986.
- Pitt will nicht mehr Pitt sein. Mödling: St. Gabriel 1989.
- Ein Schnabel voll für Hoppala. Wien: Jungbrunnen 1990.
- Michi fliegt um die Welt. St. Gabriel 1990.

mit anderen Autoren
- Anni Geiger-Gog: Fiete, Paul & Kompanie, die von der Webergasse. David Gundert, Stuttgart 1932.
- Friedl Hofbauer: Der Schlüsselbund-Bund. Wien: Jugend und Volk 1962.
- Alan Alexander Milne: Prinz Karnickel und die Prinzessin, die nicht lachen konnte. Wien: Ueberreuter 1966.
- Helene Weilen: Amalia mit dem langen Hals. Wien: Breitschopf 1967.
- Kurt Wölfflin: Der Riese in der Schule. Geschichten und Gedichte. Wien: Ueberreuter 1969.
- Greta Hartl: Babettchen und Herr Babylon. Leitner & Co Wels 1970.
- Ernst Höller: Unsere Feuerwehr. Wien: ÖBV 1973.
- Kurt Wölfflin: Die Großen und die Kleinen. Wien: Ueberreuter 1974.
- Georg Bydlinski: Das Kindernest. Geschichten, Gedichte, Spiele und Lieder für Familie und Kindergarten. Wien: Herder 1979.
- Friederike Lanzelsdorfer: Unser Lesehaus 1. u. 2. Teil. Wien: Jugend und Volk 1981.
- Ernst A. Ekker: Lilli Langhals. Wien: Breitschopf 1983.
- Friedl Hofbauer: Minitheater. Wien: Herder 1983.
- Susi Jahoda: Meine grüne Violetta. Mödling: St. Gabriel 1984.
- Christine Rettl: Bei uns im Marabuland. Wien: Jungbrunnen 1991.

### Zeichentrickfilme
- „Carmen“ (1935) (gemeinsam mit Bil Spira und Richard Erdoes)[25][26]
- „Peterle’s Abenteuer“ (Vier Teile: Die beiden Ausreißer. Peterle im Zirkus. Der kleine Jäger. Ein guter Fang) (1941) (gemeinsam mit Johann Weichberger)

### Innenarchitektur
- „Café Koralle“ (gemeinsam mit Bruno Buzek)
- „Koralle Bar“ des „Café Koralle“ (gemeinsam mit Bruno Buzek)

### Wandbilder
- Wandmalerei im Spielzimmer des Café Koralle (1935)[27]
- Wand- und Deckenmalerei in der Bar des Clubhauses des Golfclubs Gütermann in Gutach im Breisgau (1938)
- Speisesaal der Schoellerbank, Wien (1952)
- Speisesaal der Oesterreichischen Kontrollbank, Wien (1954)
- „Geschichte des Klostertals“, Volksschule Klösterle (1959)
- Entwürfe für ein Wandbild für die Villa Roth

### Zeichnungen und Gebrauchsgrafiken
- Bilder aus Susi Weigels Nachlass (online)
- Gebrauchsgrafik für das Hotel Blauensteiner in Gars am Kamp (um 1973)

### Nachschlagewerkartikel
- Kurzbiografie. In: Christian Dewald: Die Kunst des Einzelbilds. Animation in Österreich. 1832 bis heute (2010). S. 95 f.
- Deutsch- und englischsprachige Kurzbiografie. In: Internationales Institut für Jugendliteratur und Leseforschung (Hrsg.): Lexikon der österreichischen Kinder- und Jugendliteratur. Band 2: Illustratoren. Wien 1994. S. 106.
- Einzeilige Kurzbiografie. In: Heinrich Fuchs: Die österreichischen Maler des 20. Jahrhunderts. Band IV (1986). S. 235.
- Kurzbiografie. In: Bettina Hürlimann: Picture-book world: Modern picture-books for children from twenty-four countries with a bio-bibliographical supplement by Elisabeth Waldmann (1969). S. 213.

### Forschungsbericht
- Susanne Blumesberger: Aufarbeitung des Nachlasses und der Biografie der Grafikerin und Illustratorin Susi Weigel. Wien, Januar 2008. Online: Teil 1 und Teil 2. Bilder aus Susi Weigels Nachlass

### Ausstellungskatalog
- Wien Museum: Ich bin Ich. Mira Lobe und Susi Weigel (2014). ISBN 978-3-7017-3356-9.

### Buchbeiträge
- Susi Weigel (1914–1990). In: Georg Huemer: Mira Lobe. Doyenne der österreichischen Kinder- und Jugendliteratur. S. 124–133. Wien: Praesens Verlag 2015. ISBN 978-3-7069-0808-5
- Kurzbiografie. In: Rolf Giesen and J.P. Storm: Animation under the Swastika. A History of Trickfilm in the NAZI-Germany, 1933–1945 (2012). S. 172.
- Peterle’s Abenteuer. In: Rolf Giesen and J.P. Storm: Animation under the Swastika. A History of Trickfilm in the NAZI-Germany, 1933–1945 (2012). In: S. 198.
- Susanne Blumesberger: Auf den Spuren Susi Weigels. In: Libri liberorum. Jahrgang 8. Heft 27 (November 2007). Wien: Praesens Verlag 2007. S. 38–42.
- Heide Lexe und Ernst Seibert (Hrsg.): Mira Lobe … in aller Kinderwelt. Kinder- und Jugendliteraturforschung in Österreich. Veröffentlichungen der Österreichischen Gesellschaft für Kinder- und Jugendliteraturforschung, Band 7. Verlag Edition Praesens, 2005.
- Hans Gärtner: Susi Weigel. Nachruf. In: Hans Gärtner: Lieber lesen. 8. Almanach der Kinder- und Jugendliteratur auf das Jahr 1990. S. 36. Der Almanach enthält auf derselben Seite zudem das Faksimile eines handschriftlichen Briefes, den Susi Weigel am 25. November 1990 an Hans Gärtner geschrieben hat.
- Susi Weigel: Gezeichnetes Selbstporträt. In: Hans Gärtner: Lieber lesen. 7. Almanach der Kinder- und Jugendliteratur auf das Jahr 1989. S. 197.

### Zeitungsartikel
- Birgit Köhlmeier: 235.000 Kinderbücher. In: Kronen Zeitung vom 2. September 1990, S. 21.
- Prophet im eigenen Land. In: Vorarlberger Nachrichten vom 3. Dezember 1987.
- Professorin Susanne Mair-Weigel. In: Vorarlberger Nachrichten vom 7. Juli 1986.
- Porträt des Monats. Susi Weigel erzählt uns aus ihrem Leben. In: Weite Welt. Zeitschrift für Buben und Mädel. Heft 7. März 1984. S. 17.